# Undergiven

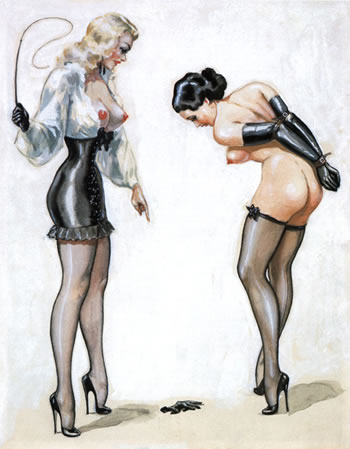
Illustration av underkastelse, där kvinnan till vänster är den dominanta och den till höger undergiven.

Undergiven eller bottom (engelska för underst) är inom BDSM den part som låter den andre, den dominante, styra. Den undergivnes roll, åtminstone i sexuella sammanhang, är att formellt sett lyda och tjäna den dominante som har makten i situationen. 
Inom BDSM är den undergivne den som har makten att avsluta leken genom sina stoppord. Det åligger den dominante att respektera de "spelregler" som de två samtyckt om inför leken, liksom att löpande uppmärksamma den undergivnes tillstånd, reaktioner och signaler – det passiva välmåendet. Det behöver finnas en känslomässig balans mellan dominant och undergiven, för att de båda ska kunna känna sig trygga i en situation med tydlig maktförskjutning.
Undergivenhet kan ibland betraktas som en del av den undergivnes personlighet. Detta gäller bland annat personer som lever ut sin sexuella underkastelse dygnet runt (engelska: 24/7). 